# Micropsectra subnitens
Micropsectra subnitens är en tvåvingeart som beskrevs av Maurice Emile Marie Goetghebuer 1928. Micropsectra subnitens ingår i släktet Micropsectra och familjen fjädermyggor. Inga underarter finns listade i Catalogue of Life.